# Казнено-поправни завод за жене у Пожаревцу
Казнено-поправни завод за жене у Пожаревцу затвор је општег типа, а по степену обезбеђења, установа полуотвореног типа са затвореним, полуотвореним и отвореним третманом, одељењем за малолетнице и прекршајним одељењем, у саставу Установе за извршење кривичних санкција Републике Србије. Он је тренутно једина установа у Србији у коју се упућују жене (укључујући и малолетнице) осуђене на затворску казну, и зато је установа са бројним специфичностима које произилазе из тог разлога, укључујући и посебну просторију у којој бораве, одвојене од других жена, труднице и мајке са бебама.

## Положаји размештај
Завод је смештен у центру Пожаревцу у новоизграђеном објекту, у југоисточном делу града код аутобуске станице Пожаревац, у улици Моше Пијаде бб.
У кругу Казнено-поправног заводу за жене у Пожаревцу, налазе се два објекта за смештај осуђеница:
- Стара зграда затвора из 1874. године
- Новоизграђени објект из 2019. површине 2.200 квадрата, намењен за смештај 160 осуђеница.[3]

## Историја
Све до 1866. године у Кнежевини Србији државни затвор у коме су казну затвора издржавале и жене, налазио се у Ћуприји. Те године је Указом кнеза Милоша Обреновића, премештен у Пожаревац. Затвор је те године имао 38 осуђених жена, а како је било решено питање њиховог смештаја нема сачуваних материјалних доказа. Међутим поуздано се зна да је казнени завод за жене био лоциран у близини старе Милошеве касарне, где се већ налазио завод за мушкарце.
Године 1874. године радним ангажовањем осуђеника изграђен је посебан државни затвор за жене, који је почео са радом 17. јуна 1874. године. на месту где се и данас налази Казнено-поправни завод за жене.
Прва наменска зграда намењена одељењу за жене у Пожаревачком казненом заводу била је пројектована у складу са тадашњим архитектонским захтевима — слична осталим затворским зградама у Кнежевини Србији. Завод је имао десет просторија за смештај осуђеница, четири радионице од којих су две биле за ткање платна и једна за израду пиротских ћилима. У склопу завода налазила се болница, чекаоница, стан за надзорницу и чуваре, кухиња и канцеларије, као и просторије за издржавање казне самице.
Као самостални женски казнени Завод је функционисао до краја Другог светског рата, када је реорганизован у Одељење за осуђене жене Казнено-поправног завода у Пожаревцу.
Уредбом владе Републике Србије о оснивању завода за извршење заводски санкција у Републици Србији, 1.фебруара 2000. године, Завод је основан као самостални Казнено-поправни завод за жене, и категорисан као установа полуотвореног типа са затвореним, полуотвореним и отвореним третманом.
Градња новог овог објекта затвора, започела је у мају 2017. године, као део је пројекта „Побољшање животних услова у КПЗ за жене у Пожаревцу”, који ће у каснијем периоду обухватити и реконструкцију зграде из 1874. године. Изградња новог објекта коштала је 2,7 милиона евра, од чега је ЕУ учествовала са 85 одсто, а остатак је обезбедила Република Србија.

## Организација и рад
У оквиру Службе за обуку и упошљавање у Казнено-поправном заводу за жене у Пожаревцу ради више радионица које су саставу кројачке радионице и радионице домаће радиности.
| Радионице                  | Предмети и услуге |
| -------------------------- | --- |
| Кројачка радионица         | У овој радионици израђују се разни употребни и одевни предмети. С обзиром на технику којом завод располаже, и стручно звање осуђених лица, која су често приучени радници, у радионици се ради широка лепеза разних производа која се највећим делом пласирају трећим лицима. Завод поседује и разбоје на којима се ткају крпаре а постоји и могућност ткања тепиха. |
| Радионице домаће радиности | У оквиру ове радионице услужно за трећа лица раде се разни послови као на пример: чишћење ораха, лешника и сл., пребирање камилице, нане и осталог биља, чишћење корена белог слеза, чишћење пасуља, дорада на разним предметима, штампарска дорада тј. лепљење коверата, кесица, фасцикла, као и паковање истих, израда и комплетирање разних етикета и декларација за текстилне производе, припрема резница за ожиљавање, лепљење вишеслојних папирних врећа, пуњење, затварање, вез и слично на играчкама или јастуцима, фарбање разних ситних предмета (стаклене посуде, производи од прућа) |